# Rally RACE Costa Blanca de 1986
El Rally RACE Costa Blanca de 1986, oficialmente 34.º Rally RACE - Costa Blanca, fue la trigésimo cuarta edición, la séptima ronda de la temporada 1986 del Campeonato de Europa y la segunda de la temporada 1986 del Campeonato de España de Rally. Se celebró del 21 al 23 de marzo.
En la primera jornada de la prueba y disputados los primeros siete tramos Carlos Sainz con un Renault 5 Maxi Turbo lideraba la prueba con una pequeña ventaja de solo dos segundos sobre el italiano Fabrizio Tabaton que había sufrido un pinchazo en su Lancia Delta S4. El resto de la clasificación se encontraba también muy apretada con Salvador Servià tercero y el belga Patrick Snijers cuarto ambos con sendos Lancia 037. Sainz amplió su ventaja en casi dos minutos sobre Serviá que a pesar de los problemas que tenía con los neumáticos había ascendido a la segunda plaza. Tabaton que había dado alcance al piloto español tuvo que retirarse por un problema eléctrico en el su coche mientras que su compatritota Pregliasco rodaba tercero por delante de Snijers que caía a la cuarta plaza tras una penalización de dos minutos. Peor suerte corría Antonio Zanini que rompió el cambio de su Ford RS200 en el tramo de Tudons y luego sumó hasta ocho minutos de penalizaciones por lo que a partir de ahí solo trató de adaptarse al coche y terminar la prueba. Entre los abandonos destacados figuraban el de Beny Fernández que colisionó contra el coche de un particular en un tramo de enlace y rompió una rótula de suspensión. En el grupo A lideraba en ese momento Borja Mortal con un Peugeot y en el grupo N Rodríguez con Renault 5 GT Turbo.
Servià trató de presionar a Sainz y logró reducir la desventaja en un minuto y catorce segundos. Sin embargo en el tramo de Guadalest el Renault 5 Maxi Turbo de Sainz rompió el árbol de levas por lo que Servià se hizo con el liderato y, sin rivales, se limitó a controlar la carrera hasta el final. Por atrás Snijers trató de alcanzar a Pregliasco pero a pesar de los ataques que lanzó no consiguió alcancarle. De esta manera el podio lo formaron Servià en lo más alto, segundo Pregliasco y tercero Snijers. En cuarta posición finalizó el italiano Panontin que cerraba un cuádruple resultado para los Lancia 037 que a pesar de ser un vehículo veterano en los rallyes, su dureza aún le permitía seguir sumando buenos resultados internacionales. En las categorías pequeñas, Juan Carlos Pradera, quinto de la general fue el vencedor en grupo A tras el abandono de Moratal y con un Pepe Bassas por detrás de él con mucho ritmo que logró reducirle más de dos minutos y medio. En el grupo N los hermanos Rodríguez lograron las dos primeras posiciones.

## Clasificación final
| Pos.                  | Piloto                | Copiloto              | Automóvil               | Tiempo                | Diferencia            |
| Clasificación general | Clasificación general | Clasificación general | Clasificación general   | Clasificación general | Clasificación general |
| --------------------- | --------------------- | --------------------- | ----------------------- | --------------------- | --------------------- |
| 1.                    | Salvador Servià       | Jordi Sabater         | Lancia 037 Rally        | 5:00:16               | 0.0                   |
| 2.                    | Mauro Pregliasco      | Daniele Cianci        | Lancia 037 Rally        | 5:03:46               | +3:30                 |
| 3.                    | Patrick Snijers       | Dany Colebunders      | Lancia 037 Rally        | 5:04:40               | +4:24                 |
| 4.                    | Mario Panontin        | Mario Ferfoglia       | Lancia 037 Rally        | 5:17:20               | +17:04                |
| 5.                    | Juan Carlos Pradera   | Ignacio Olaizola      | Peugeot 205 GTI 1.6     | 5:37:56               | +37:40                |
| 6.                    | Josep Bassas          | María Pilar Mas       | Alfa Romeo Alfetta GTV6 | 5:38:45               | +38:29                |
| 7.                    | Vicente Cabanes       | Marisa Sempere        | Opel Manta GT/E         | 5:43:19               | +43:03                |
| 8.                    | Ricardo Muñoz         | Javier Robledano      | BMW 325i E30            | 5:47:17               | +47:01                |
| 9.                    | «El Gallo»            | «Ñota»                | Renault 5 GT Turbo      | 5:50:32               | +50:16                |
| 10.                   | José Luis Rodríguez   | Carles Bou            | Renault 5 GT Turbo      | 5:55:18               | +55:02                |